# Солеминис
Солѐминис (на италиански и на сардински: Soleminis) е село и община в Южна Италия, провинция Южна Сардиния, автономен регион и остров Сардиния. Разположено е на 200 m надморска височина. Населението на общината е 1872 души (към 2012 г.).